# Vivild Falk Berg
Vivild Marie Falk Berg (* 1998) ist eine norwegische Schauspielerin.

## Leben
Berg stammt aus Sandefjord. Ihren Durchbruch hatte sie an der Seite von Henriette Steenstrup als Hanna in der Serie Pörni. Deren erste Staffel kam in Norwegen im Jahr 2021 heraus. Für ihre Rolle in Pörni wurde sie 2022 beim norwegischen Fernsehpreis Gullruten in der Kategorie für die beste Nebenrolle nominiert. Des Weiteren wurde sie als Theaterschauspielerin tätig. So spielte sie im Jahr 2022 am Oslo Nye Teater im Theaterstück Til ungdommen, basierend auf einem Buch von Linn Skåber, mit.
Im Jahr 2024 war sie Teilnehmerin an der vierten Staffel der von TV 2 ausgestrahlten Realityserie Forræder. In der Serie Nepobaby, die 2025 beim Cannes International Series Festival gezeigt wurde und deren Drehbuch ebenfalls von Steenstrup stammt, erhielt sie ihre erste Hauptrolle. Steenstrup gab an, dass ihr die Idee zu Serie kam, da sie etwas für Berg schreiben wollte.

## Auszeichnungen
- 2022: Gullruten, Nominierung in der Kategorie „Beste/r Schauspieler/in in einer Nebenrolle, Drama“ (für Pörni)[5]

## Filmografie (Auswahl)
- 2021–2024: Pörni (Fernsehserie, 24 Folgen)
- 2021: Julestjerna (Fernsehserie, 6 Folgen)
- 2022: Royalteen
- 2024: La Palma (Fernsehserie, 1 Folge)